# Barbus bigornei
Barbus bigornei е вид лъчеперка от семейство Шаранови (Cyprinidae). Видът е почти застрашен от изчезване.

## Разпространение
Разпространен е в Гвинея, Кот д'Ивоар, Либерия и Сиера Леоне.

## Описание
На дължина достигат до 11,4 cm.